# 사립기술대학협회
사립 기술 대학 협회(Association of Independent Technological Universities, AITU)는 1957년 설립된 미국의 사립 공학 대학들의 모임이다.

## 회원 대학
| 창립 회원                | 현재 회원                             |
| ------------------------ | ------------------------------------- |
| 캘리포니아 공과대학교    | 캘리포니아 공과대학교                 |
| (구) 카네기 공과 대학교  | 카네기 멜런 대학교                    |
| (구) 케이스 공과 대학교  | 케이스 웨스턴 리저브 대학교           |
| (구) 클락슨 공학 대학    | 클락슨 대학교                         |
| (구) 쿠퍼 유니언         | 과학·예술 발전을 지향하는 쿠퍼 유니언 |
| 드렉설 대학교            |                                       |
|                          | 엠브리–리들 항공대학교                |
|                          | 프랭클린 W. 올린 공과대학교           |
|                          | 하비 머드 칼리지                      |
| 일리노이 공과대학교      | 일리노이 공과대학교                   |
| 리하이 대학교            |                                       |
|                          | 켁 응용생명과학대학원                 |
|                          | 케터링 대학교                         |
|                          | 로렌스 공과대학교                     |
| 매사추세츠 공과대학교    | 매사추세츠 공과대학교                 |
| (구) 브루클린 공과대학교 |                                       |
| 렌슬리어 공과대학교      | 렌슬리어 공과대학교                   |
| 라이스 대학교            |                                       |
|                          | 로체스터 공과대학교                   |
| (구) 로즈 공과대학교     | 로즈-헐먼 공과대학교                  |
| 스티븐슨 공과대학교      | 스티븐슨 공과대학교                   |
|                          | 웹 대학교 (Webb Institute)            |
| 우스터 공과대학교        | 우스터 공과대학교                     |
|                          | 뉴욕 공과대학교                       |